# 油桐球针壳
油桐球针壳（学名：Phyllactinia aleuritidis）是属于白粉菌目白粉菌科球针壳属的一种真菌，寄生在油桐属植物上。该种分布于中国。